# Jan van de Pavert
Jan van de Pavert (Zeist, 10 mei 1960) is een Nederlands beeldend kunstenaar die woont en werkt in Rotterdam.

## Biografie
Van de Pavert studeerde aan de Academie voor Beeldende Kunsten Sint-Joost in Breda van 1979 tot en met 1982, waar hij les kreeg van Hans van Zummeren en Theo Mols. Van 1982 tot 1984 studeerde hij verder bij Ateliers '63 in Haarlem bij o.a. Stanley Brouwn en Carel Visser. Van de Pavert vestigde zich als zelfstandig kunstenaar in Amsterdam in 1984. In 1992 verhuisde hij naar Utrecht, waar hij werkzaam was tot 1998. Sinds 1998 werkt hij in Rotterdam.

## Werk

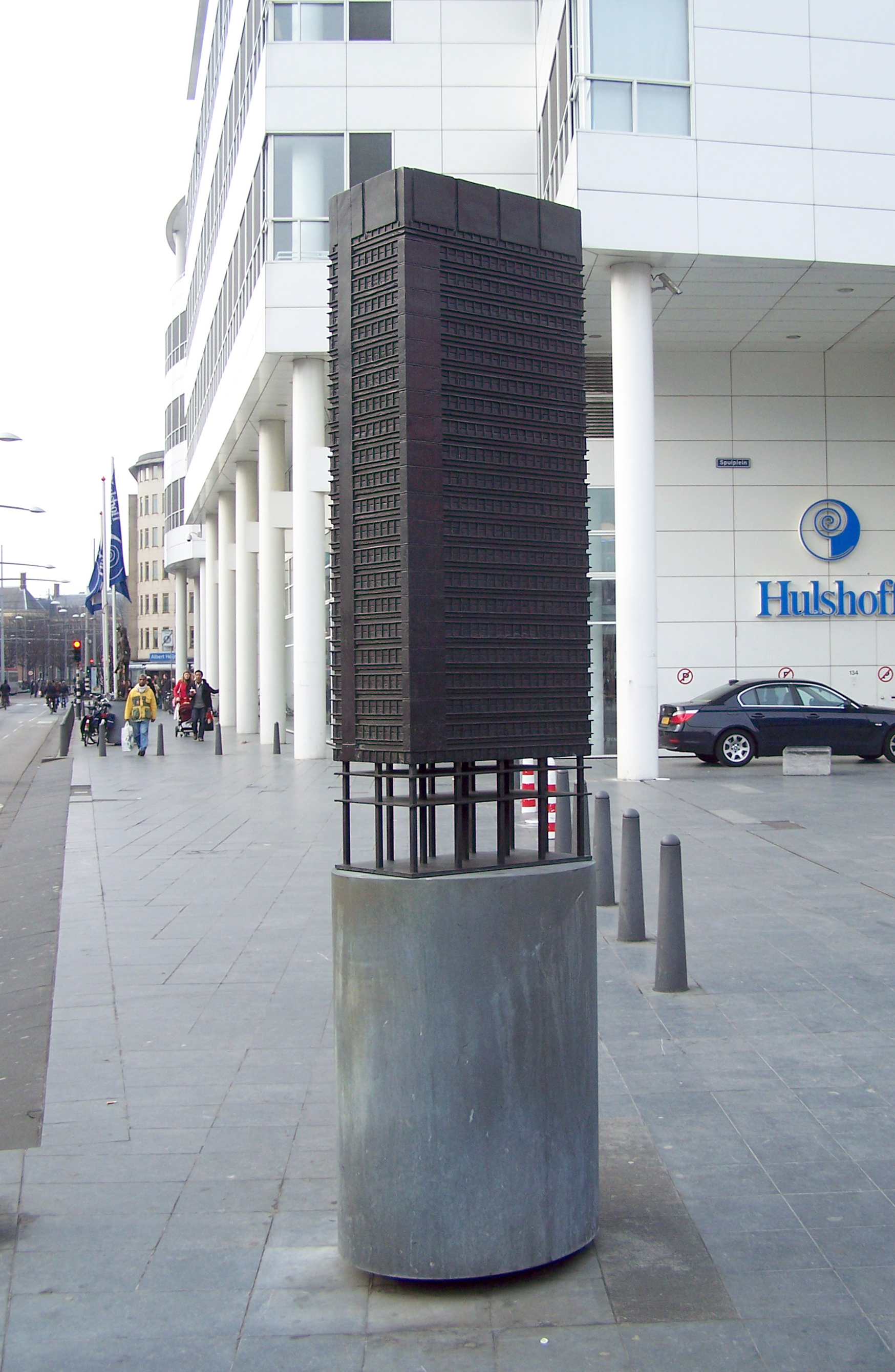
Sculptuur Ministerie op het Spui in Den Haag.

Aanvankelijk werd Van de Pavert bekend met beeldhouwwerk. Zijn vroege sculpturen verwezen naar architectuur en leken op delen uit gebouwen, als ramen en deuren. Een voorbeeld is het werk Inversie uit 1987: het werk is een binnenstebuiten geklapte deur en deurpost, waarvoor een oorspronkelijke deur en deurpost als mal werden gebruikt.
Later besloot Van de Pavert zijn architectonische elementen ook in films uit te werken. Hij gebruikte hiervoor vanaf 1992 computeranimaties. Naarmate zijn werk zich verder ontwikkelde, richtten zijn films zich meer en meer op wandschilderingen. In een interview motiveerde hij dit als volgt:
Ik kon een hele tentoonstelling in één film stoppen. Terwijl ik daaraan werkte, besloot ik wandschilderingen aan de ruimtes toe te voegen ... Ik stelde mij de vraag: als deze ruimtes met wandschilderingen bedekt zouden worden, wat voor een soort iconografie zouden zij dan tonen? Hoe zou muralisme, als dat van Diego Rivera, eruitzien in deze tijd?
Vanaf de jaren negentig begon Van de Pavert te werken aan aquarellen die voor de computergeanimeerde films dienden. De voorstellingen in die aquarellen gingen over de avant-garde-bewegingen en politiek links. Later richtte hij zich meer op jeugd, de jaren zestig en zeventig en het idee van vrijheid.
In 2013 werd hem gevraagd de wandschilderingen uit zijn films groot uit te werken voor een tentoonstelling in Art Centre De Appel in Amsterdam. Hoewel hij zijn figuratieve werk eerder op doek had uitgevoerd, was het niet eerder zo groot uitgevoerd - ongeveer 4 bij 6 meter.

## Prijzen
- 1987: Prix de Rome, eerste prijs beeldhouwen
- 1998: Dr. A.H. Heinekenprijs voor kunst
- 2015: Jeanne Oosting Prijs voor aquarellen